# برت ۶۰۷۸
سیارک ۶۰۷۸ (به انگلیسی: 6078 Burt، نامگذاری:1980TC5) شش هزار و هفتاد و هشتمین سیارک کشف شده‌است که در ۱۰ اکتبر ۱۹۸۰ کشف شد.
قدر مطلق سیارک برابر ۱۳٫۳۰ است.